# Ruch Prawniczy, Ekonomiczny i Socjologiczny
Ruch Prawniczy, Ekonomiczny i Socjologiczny (RPEiS, wörtlich „Juristischer, wirtschaftswissenschaftlicher und soziologischer Verkehr“, englischer Titel Journal of Law, Economics and Sociology) ist eine begutachtete wissenschaftliche Fachzeitschrift für Beiträge aus den Rechts- und Wirtschaftswissenschaften sowie aus der Soziologie. Sie wird von 1921 bis 1939 und erneut seit 1958 vierteljährlich von der Rechts- und Verwaltungswissenschaftlichen Fakultät der Adam-Mickiewicz-Universität Posen herausgegeben und ist damit eine der ältesten wissenschaftlichen Zeitschriften und die älteste juristische Zeitschrift mit nationaler Reichweite Polens. Es handelt sich um eine der renommiertesten wissenschaftlichen Zeitschriften des Landes.
Der inhaltliche Schwerpunkt liegt auf Privatrecht, Strafrecht, Wirtschaftsrecht und Verfassungsrecht, ferner Rechtstheorie und Rechtsphilosophie, vergleichende Rechtswissenschaft, Völkerrecht und Menschenrechten.
Die auf Polnisch und Englisch gedruckt und online erscheinenden Artikel sind nach dem Prinzip des Open Access kostenlos zugänglich, auch den Autoren entstehen für Begutachtung und Veröffentlichung keine Kosten.

## Geschichte
Gründer und Herausgeber, bis die Zeitschrift nach dem deutschen Überfall auf Polen 1939 ihr Erscheinen einstellte, war der Posener Jurist Antoni Peretiatkowicz. Bis 1925 trug sie den Titel Ruch Prawniczy i Ekonomiczny. In der Zwischenkriegszeit erschienen in RPEiS unter anderem Artikel von Florian Znaniecki, der seit 1920 in Posen den ersten soziologischen Lehrstuhl des Landes innehatte, dem Anthropologen Bronisław Malinowski und Juliusz Makarewicz, dem Hauptautor des polnischen Strafgesetzbuchs.
Zu den internationalen Autoren, die in RPEiS publizierten, gehörten Hans Kelsen, Gustav Radbruch und der ehemalige französische Präsident Raymond Poincaré.
In der stalinistischen Periode der Volksrepublik Polen bis zum Polnischen Oktober 1956 galt vor allem die Soziologie als eine Wissenschaft der Bourgeoisie. Vor diesem Hintergrund konnte die Zeitschrift erst ab 1958 wieder erscheinen, zunächst unter dem ursprünglichen Titel Ruch Prawniczy i Ekonomiczny und ab 1960 erneut als Ruch Prawniczy, Ekonomiczny i Socjologiczny.

## Chefredakteure
- Antoni Peretiatkowicz (1921–1939)
- Alfred Ohanowicz (1958–1981)
- Zbigniew Radwański (1982–1990)
- Zygmunt Ziembiński (1991–1996)
- Maciej Zieliński (1997–2003)
- Teresa Rabska (2003–2018)
- Marek Smolak (seit 2018)